# جواز سفر إريتري
جواز سفر إريتري هو وثيقة رسمية تصدر لمواطني إريتريا لغرض السفر الدولي والتعريف بالجنسية.

## السفر بدون تأشيرة
البلدان التالية تسمح بالدخول من دون تأشيرة، أو تسمح للمواطن الأيريتري بإصدار التأشيرة لدى منفذ الوصول:

### أفريقيا
| البلدان والأقاليم | شروط الحصول |
| ----------------- | --- |
| بوروندي           | استخراج التأشيرة عند الوصول |
| الرأس الأخضر      | استخراج التأشيرة عند الوصول |
| جزر القمر         | تأشيرة حرة لمدة 24 ساعة تصدر عند الوصول في حالات الترانزيت. في غضون تلك ال24 ساعة يجب تحويل التأشيرة إلى تأشيرة كاملة في مكتب الهجرة في موروني. (رسوم مستحقة الدفع) |
| جيبوتي            | تأشيرة لمدة شهر تصدر عند الوصول، بمبلغ 5000 فرنك جيبوتي |
| غامبيا            | تأشيرة حرة لمدة 24-72 ساعة تصدر عند الوصول في حالات الترانزيت. في غضون ذلك الوقت، يجب تحويل التأشيرة إلى تأشيرة كاملة في مكتب الهجرة في بانجول (رسوم مستحقة الدفع)  |
| كينيا             | 3 أشهر |
| مدغشقر            | تأشيرة لمدة 90 يوم تصدر عن الوصول، بمبلغ 140,000 آراري |
| موزمبيق           | تأشيرة لمدة شهر تصدر عند الوصول، بمبلغ 25 دولار أميريكي |
| سيشل              | شهر واحد |
| تنزانيا           | تأشيرة دخول لمدة 3 أشهر تصدر عند الوصول، بمبلغ 50 دولار |
| توغو              | تأشيرة لمدة 7 ايام تصدر عند الوصول |
| أوغندا            | 6 أشهر |
| زامبيا            | ـأشيرة لمدة 3 أشهر تصدر عند الوصول، بمبلغ 50 دولار |

### الأمريكتين
| البلدان والأقاليم       | شروط الحصول |
| ----------------------- | ----------- |
| باربادوس                | 28 يوم      |
| دومينيكا                | 6 أشهر      |
| الإكوادور               | 90 يوم      |
| هايتي                   | 3 أشهر      |
| سانت كيتس ونيفيس        | 14 يوم      |
| سانت فينسنت والغرينادين | شهر واحد    |

### آسيا
| أرمينيا       | تأشيرة لمدة 120 يوم تصدر عن الوصول، بمبلغ 15,000               |
| أذربيجان      | تأشيرة لمدة 30 يوم تصدر عن الوصول، بمبلغ 100 دولار             |
| بنغلاديش      | تأشيرة لمدة 90 يوم تصدر عن الوصول، بمبلغ 50 دولار              |
| كمبوديا       | تأشيرة لمدة 30 يوم تصدر عن الوصول، بمبلغ 20 دولار              |
| جورجيا        | تأشيرة لمدة 3 أشهر تصدر عن الوصول                              |
| لاوس          | تأشيرة لمدة 30 يوم تصدر عن الوصول، بمبلغ 30 دولار              |
| المالديف      | 30 يوم                                                         |
| ماكاو         | تأشيرة لمدة 30 يوم تصدر عن الوصول، بمبلغ 100                   |
| نيبال         | تأشيرة لمدة 15/30/90 يوم تصدر عن الوصول، بمبلغ 25/50/100 دولار |
| الفلبين       | 21 يوم                                                         |
| سنغافورة      | 30 يوم                                                         |
| سوريا         | تأشيرة لمدة 15 يوم تصدر عن الوصول                              |
| تيمور الشرقية | تأشيرة لمدة 30 يوم تصدر عن الوصول، بمبلغ 30 دولار              |

### أوروبا
| كوسوفو | 90 يوم |

### أوقيانوسيا

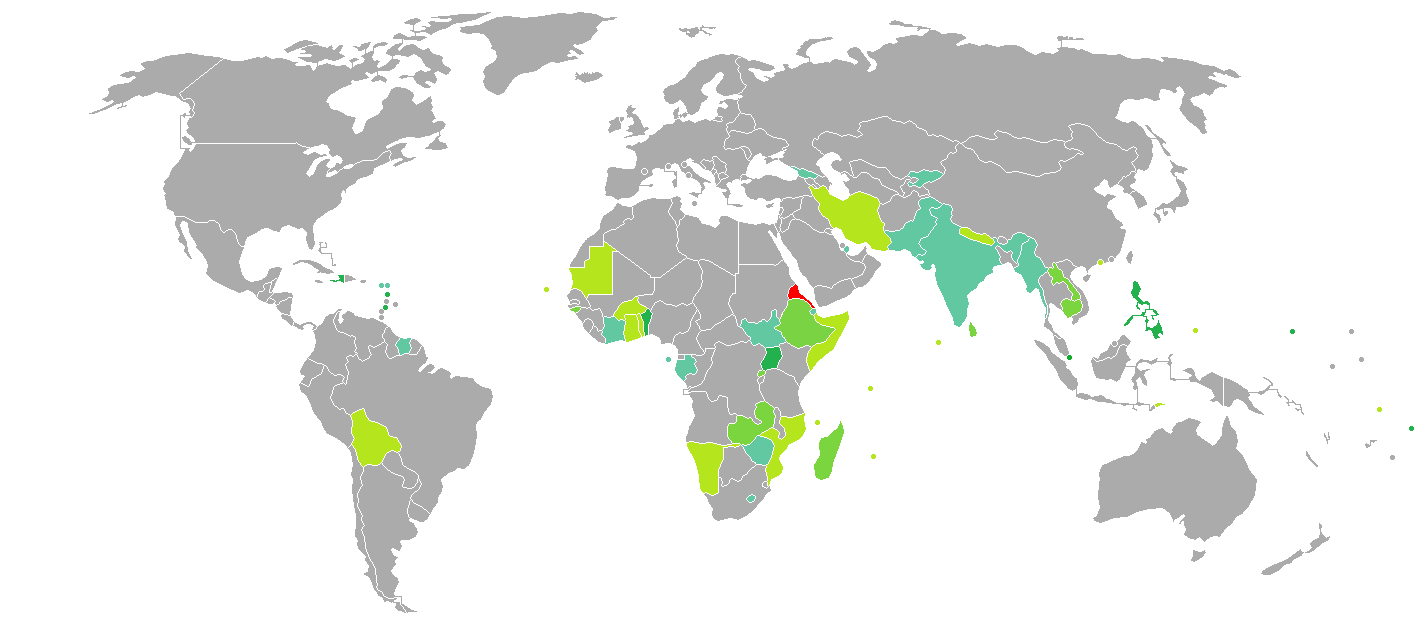
البلدان التالية تسمح بالدخول من دون تأشيرة، أو تسمح للمواطن الأيريتري بإصدار التأشيرة لدى منفذ الوصول

| البلدان والأقاليم | شروط الحصول |
| ----------------- | ----------- |
| جزر كوك           | 31 يوم      |
| ميكرونيسيا        | 30 يوم      |
| نييوي             | 30 يوم      |
| بالاو             | 30 يوم      |
| ساموا             | 60 يوم      |
| توفالو            | شهر واحد    |